# Rode Pomp
De Rode Pomp was een centrum voor kamermuziek, gelegen in Nieuwpoort te Gent. Het centrum werd in 1993 opgericht door André Posman. Op het hoogtepunt werden ca. 150 concerten georganiseerd per jaar. Heel wat gerenommeerde musici hebben met de Rode Pomp samengewerkt. Het was ook een lanceerplatform voor aanstormend talent. Het centrum beschikte over een concertzaal, de kunstgalerij La Perseveranza en een café-restaurant. De Rode Pomp gaf ook het tijdschrift 'Nieuwe Vlaamse Muziekrevue' uit en produceerde CD's onder het label 'Gents Muzikaal Archief'. In de programmatie werd gestreefd naar een evenwicht tussen het standaardrepertoire en de hedendaagse muziek met nadruk op nieuwe Belgische muziek. Zeer veel nieuwe werken werden in De Rode Pomp gecreëerd. Jaarlijks werd tijdens de Gentse feesten een festival gehouden 'LEVEnDE BELGEN'. Het eerste festival in 1993 was uitsluitend gewijd aan de muziek van Boudewijn Buckinx. Er werden ook elders festivals georganiseerd o.m. een zevental in Sint Petersburg en in Bratislava. Voorts vonden er themaconcerten of festivals plaats met muziek uit andere landen en continenten. De Rode Pomp ontving in 2002 de Fugatrofee, uitgereikt door de Unie van Belgische Componisten, voor haar verdiensten voor de Belgische muziek. In 2009 stopte de Rode Pomp met bestaan. 

## Bron
- De Rode Pomp in Kunstenpunt